# Shika (Ishikawa)
Shika (志賀町 Shika-machi?) es un pueblo localizado en la prefectura de Ishikawa, Japón. En octubre de 2019 tenía una población estimada de 18.844 habitantes y una densidad de población de 76,4 personas por km². Su área total es de 246,76 km².

## Historia
El área alrededor de Shika era parte de la antigua provincia de Noto.
El 1 de enero de 2024, la región experimentó intensos temblores debido al terremoto de Noto de 2024. La ciudad experimentó la mayor intensidad posible en la escala 7, y una persona murió.

## Geografía

### Localidades circundantes
- Prefectura de Ishikawa
  - Anamizu
  - Hakui
  - Nakanoto
  - Nanao
  - Wajima

## Demografía
Según los datos del censo japonés, esta es la población de Shika en los últimos años.
| 1995   | 2000   | 2005   | 2010   | 2015   |
| ------ | ------ | ------ | ------ | ------ |
| 26.965 | 25.396 | 23.790 | 22.216 | 20.422 |

## Economía
Una vez fue un centro para la industria de fabricación de prendas de vestir, la economía local ahora está dominada por la presencia de la planta de energía nuclear de Shika operada por Hokuriku Electric Power Company. La pesca comercial y la agricultura también son importantes para la economía local.